# Brevicornu subrufithorax
Brevicornu subrufithorax är en tvåvingeart som beskrevs av Zaitzev 2002. Brevicornu subrufithorax ingår i släktet Brevicornu och familjen svampmyggor. Inga underarter finns listade i Catalogue of Life.